# 9110 Choukai
9110 Choukai è un asteroide della fascia principale. Scoperto nel 1997, presenta un'orbita caratterizzata da un semiasse maggiore pari a 2,3058188 UA e da un'eccentricità di 0,0329112, inclinata di 3,18856° rispetto all'eclittica.